# Cody Kasch
Cody Kasch est un acteur américain né le 21 août 1987, à Camarillo (Californie).

## Biographie
Cody Kasch est acteur depuis son plus jeune âge. De 2000 à 2004, il multiplie les apparitions dans de nombreuses séries télévisées américaines (Urgences, Nash Bridges, The Practice : Bobby Donnell et Associés, Boston Public, New York Police Blues, etc.). Il obtient également durant cette période deux rôles récurrents, tout d'abord dans l'éphémère Normal, Ohio puis dans la seconde saison de la série australienne Ma terre d'ailleurs, mais c'est avec son rôle de Zach Young, adolescent perturbé  "enlevé" par Mary Alice et Paul Young, deux piliers de la 1re saison, dans Desperate Housewives qu'il atteint la célébrité. Il a également joué dans la saison 6 de la série Urgences.
Cody Kasch joue également au théâtre (Alice au pays des merveilles, Le Magicien d'Oz) et enregistre des livres audio. En mai 2005, il anime par ailleurs les pages faits divers, lorsqu'il est arrêté pour possession de marijuana.
Il est réapparu en tant qu'invité dans la saison 7 de Desperate Housewives

## Filmographie
- 2000 : Urgences (série télévisée) : Jason Bender (6.10)
- 2000 : The Practice : Bobby Donnell et Associés (série télévisée) : Le fils de l'accusé (4.18 Death penalties)
- 2002: Boston Public: Austin Cooper (saison 2, episode 13)
- 2004-2007 : Desperate Housewives (série télévisée) : Zach Young
- 2005 : New York, unité spéciale (saison 7, épisode 6) : Kyle Ackerman
- 2008 : Esprits criminels (saison 3, épisode 16): Owen Savage
- 2009 : Les Experts (série TV) (saison 10, épisode 6) : Tommy Baker
- 2009 : Philadelphia (It's Always Sunny in Philadelphia) (série TV)
- 2011 : Desperate Housewives (série télévisée) : Zach Young